# Edward Dannreuther
Edward George Dannreuther (ur. 4 listopada 1844 w Strasburgu, zm. 12 lutego 1905 w Hastings) – brytyjski krytyk muzyczny i pianista pochodzenia niemieckiego.

## Życiorys
W 1849 roku wyjechał wraz z rodzicami do Cincinnati w Stanach Zjednoczonych, gdzie uczył się u Fredericka Rittera. W latach 1859–1863 studiował w konserwatorium w Lipsku u Ernsta Richtera, Ignaza Moschelesa i Moritza Hauptmanna. W 1863 roku osiadł w Wielkiej Brytanii, gdzie debiutował wykonując w Crystal Palace II koncert fortepianowy f-moll Fryderyka Chopina. Dokonał angielskich prawykonań koncertów fortepianowych Piotra Czajkowskiego, Ferenca Liszta i Edvarda Griega. W 1872 roku powołał do życia Wagner Society i do 1874 roku dyrygował jego koncertami. Przetłumaczył na język angielski prace Richarda Wagnera Das Kunstwerk der Zukunft (1873), Beethoven (1880) i Über das Dirigieren (1885). Propagował twórczość młodych kompozytorów, szczególnie podczas urządzanych w latach 1874–1893 kameralnych koncertów w swoim domu. Od 1895 roku był wykładowcą Królewskiej Akademii Muzycznej.
Opublikował prace Richard Wagner and the Reform of the Opera (1873), Richard Wagner, His Tendencies and Theories (1873), Musical Ornamentation (2 tomy, 1893–1895) oraz The Romantic Period, stanowiącą VI tom Oxford History of Music (1905).